# Lindsay Daenen
Lindsay Daenen, född 12 juni 1994, är en belgisk artist. Hon vann Belgiens "Lilla Melodifestivalen"  och kom tia i Junior Eurovision Song Contest 2005.